# Nerastria
Nerastria là một chi bướm đêm thuộc họ Noctuidae.